# Lukáš Haraslín
Lukáš Haraslín (* 26. Mai 1996 in Bratislava) ist ein slowakischer Fußballspieler. Der Flügelspieler spielt seit 2021 für Sparta Prag.

## Karriere

### Verein

#### Beginn in Italien und Polen
Haraslín spielte in seiner Jugend zunächst bis 2013 in seiner Heimat bei ŠK Slovan Bratislava. 2013 verließ er die Jugend der Slowaken in Richtung Italien und schloss sich der Jugendabteilung von Parma Calcio an. Im Januar 2014 wurde er erstmals in den Kader der ersten Mannschaft berufen, kam allerdings nicht zum Einsatz. Auf eine erneute Nominierung musste er ein Jahr warten, bis er im Achtelfinalkader des Pokals stand. Sein Debüt gab er zwei Wochen später, am 1. Februar 2015, in der Serie A gegen die AC Mailand als er in der 77. Minute eingewechselt wurde. Bis zum Saisonende kam er jedoch nur auf einen weiteren Kurzeinsatz, weshalb er sich im Juli 2015 zu einem Wechsel nach Polen zu Lechia Gdańsk entschloss. Sein erstes Spiel für diese bestritt er in der zweiten Runde des Pokals gegen Puszcza Niepołomice. Auch in der Liga entwickelte er sich nach kurzen Startschwierigkeiten ab Dezember zu einem wichtigen Ergänzungsspieler – er kam in 20 Ligaspielen zum Einsatz. Auch in der folgenden Saison nahm er zunächst die gleiche Rolle ein, stand aber gegen Ende der Spielzeit auch erstmals über die volle Distanz auf dem Platz. Ende Juli 2017 ereilte den damals 21-Jährigen ein Kreuzbandriss, der ihn bis Februar des Folgejahres ausfallen ließ. Im Anschluss kam er wieder regelmäßig zum Einsatz, konnte aber aufgrund der langwierigen Verletzung trotzdem nur elf Ligaspiele in der Saison absolvieren. In der Spielzeit 2018/19 war er erneut unangefochtener Stammspieler, der in 33 von 37 möglichen Spielen der Ekstraklasa auf dem Feld stand, hiervon in 27 Partien von Anfang an. In derselben Saison gewann er mit seiner Mannschaft den polnischen Pokal. Die folgende Spielzeit begann mit dem Sieg im Supercup über Piast Gliwice. Auch seine ersten Spiele auf internationalem Boden bestritt er am Anfang der Saison in der Qualifikation zur UEFA Europa League gegen Brøndby IF, gegen die die Mannschaft aber in der Verlängerung scheiterte. In der Liga absolvierte der Slowake bis zum Ende der Hinrunde 18 Spiele.

#### Zurück nach Italien
Ende Januar 2020 schloss sich Haraslín der US Sassuolo Calcio auf Leihbasis an. Auch in Italien konnte er schnell regelmäßig Spielpraxis sammeln und kam in elf Ligaspielen zum Einsatz, meist allerdings nur als Einwechselspieler. Nach Ablauf der Leihe verpflichtete Sassuolo ihn für eine Ablöse von 1,7 Millionen Euro fest. In der Spielzeit 2020/21 konnte er seine Rolle aus der Vorsaison nicht beibehalten und war nur noch Ergänzungsspieler. In 14 Partien stand er auf dem Platz, mit einer durchschnittlichen Spielzeit von nur etwas mehr als 20 Minuten.

### Nationalmannschaft
Haraslín kam erstmals 2012 in einer Jugendnationalmannschaft der Slowakei zum Einsatz. In den folgenden Jahren nahm er bis 2018 mit diversen Mannschaften unter anderem an der U-17-Fußball-Europameisterschaft 2013, U-17-Fußball-Weltmeisterschaft 2013 und U-21-Fußball-Europameisterschaft 2017 teil. Im Juni 2019 debütierte er bei einem Freundschaftsspiel gegen Jordanien für die A-Nationalmannschaft. 2021 stand er im slowakischen Kader für die Fußball-Europameisterschaft 2021 und erreichte mit seiner Mannschaft den dritten Platz in der Gruppenphase.